# Carlos Griguol
Carlos Timoteo Griguol (Las Palmas, 4 settembre 1934 – Buenos Aires, 6 maggio 2021) è stato un allenatore di calcio e calciatore argentino. È stato uno dei tecnici più longevi del calcio argentino, allenando per più di trent'anni. Da giocatore fu uno dei principali elementi della rosa dell'Atlanta degli anni 1960, ed era considerato uno dei migliori nel suo ruolo.

## Caratteristiche tecniche

### Giocatore
Centromediano, era dotato di un fisico robusto, grande forza e resistenza fisica ed era particolarmente abile in marcatura. Altre sue caratteristiche erano la continuità di rendimento e la tranquillità nel gestire le situazioni. Fu in grado di ricoprire svariati ruoli, grazie alla sua duttilità.

### Allenatore
Griguol preferiva concentrarsi sullo sviluppo del settore giovanile delle squadre che allenava, piuttosto che impiegare giocatori acquistati da altre compagini; mirava così a creare un gioco ben affiatato. Nel 1982 utilizzò sovente il 4-3-3, modulo che in realtà veniva modificato a seconda della partita da affrontare; il tratto distintivo della formazione in fase difensiva era il pressing, mentre quando attaccava ricorreva spesso a triangolazioni. L'organizzazione del gioco delle squadre di Griguol traeva ispirazione anche da alcuni schemi della pallacanestro: segnatamente, l'allenatore cercò di trasmettere ai suoi calciatori i movimenti dei cestisti, caratterizzati da un costante dinamismo.

## Carriera

### Giocatore

#### Club
Griguol iniziò a giocare a calcio all'età di dieci anni, frequentando la chiesa di Las Palmas (provincia di Córdoba). A 14 anni si unì al Las Palmas, squadra della sua cittadina, e a 19 entrò a far parte del settore giovanile dell'Atlanta, società che aveva deciso di cercare giocatori nella zona di Córdoba: oltre a Griguol, sostennero il provino il portiere Navarro Montoya (padre di Carlos Navarro Montoya) e il centravanti Sánchez, ma solo Griguol fu ammesso nelle giovanili, per volere del tecnico Victorio Spinetto. Debuttò in prima squadra nel 1957 e, nel 1958, prese parte alla vittoriosa partecipazione dell'Atlanta alla Copa Suecia, giocando titolare la finale all'Estadio Gasómetro. La sua prima stagione al club giallo-blu lo vide classificarsi al dodicesimo posto in campionato, mentre nel 1958 l'Atlanta arrivò quarto. Passò gli anni seguenti da centromediano titolare, facendosi notare per la costanza delle prestazioni. Nel 1961 e nel 1964 fu tra i protagonisti di due delle migliori annate della storia dell'Atlanta, conclusesi rispettivamente con un quarto e un quinto posto. Nel 1966 lasciò Buenos Aires per Rosario, firmando per il Central; il suo trasferimento versò nelle casse dell'Atlanta 7 500 000 dollari, e fu il più oneroso effettuato in quell'anno dalla società di Rosario. Anche nella provincia di Santa Fe Griguol ebbe un rendimento regolare, e giocò da titolare le quattro stagioni passate con la divisa del Central: con l'arrivo di Omar Sívori sulla panchina del club, Griguol decise di ritirarsi, poiché non rientrava nei piani del nuovo tecnico.

#### Nazionale
Con la propria selezione nazionale raccolse 12 presenze tra il 1959 e il 1963. Fu convocato per la prima volta a una competizione ufficiale in occasione del primo Sudamericano del 1959, quello tenutosi in Argentina; durante il torneo, però, non fu mai schierato, e vinse il titolo pur non avendo contribuito in campo. Il 12 dicembre del 1959 debuttò con la maglia della Nazionale, giocando da titolare il secondo incontro dell'Argentina al Sudamericano 1959 in Ecuador. In occasione di tale incontro fu impiegato come difensore centrale sinistro, affiancando Murúa. Scese poi nuovamente in campo il 16 dicembre a Guayaquil contro l'Uruguay, ancora dall'inizio, e giocò tutti i 90 minuti. Quattro anni più tardi tornò a vestire la divisa albiceleste per il Sudamericano del 1963, organizzato in Bolivia. Il 10 marzo esordì in tale manifestazione, rilevando al 59º Rafael Albrecht nel ruolo di centromediano. In seguito divenne la prima scelta in tale ruolo, disputando le gare con Perù (3 marzo), Ecuador (20 marzo) e Brasile (24 marzo). Per la partita con il Paraguay fu schierato come difensore centrale destro, giocando accanto a Navarro.

### Allenatore
Una volta conclusa la carriera di giocatore, Griguol rimase in contatto con la dirigenza del Rosario Central, e particolarmente con il presidente Vesco. Nel 1971 fece il suo debutto in panchina: Ángel Zof, tecnico del Central, aveva lasciato l'incarico, e a lui toccò sostituirlo: dalla 17ª alla 24ª giornata del Metropolitano guidò la squadra, prima di essere rimpiazzato da Ángel Labruna. Tornò, brevemente, nel Nacional del medesimo anno, alla nona e decima giornata, rilevando temporaneamente Labruna, che poi rientrò all'11ª. Alla 12ª giornata del Metropolitano 1973 sostituì ancora Zof, divenendo l'allenatore del Central a tempo pieno: guidò la squadra al 7º posto in classifica. Nel Nacional, invece, il Rosario Central di Griguol riuscì a raggiungere il gruppo finale, composto da San Lorenzo de Almagro, Atlanta e River Plate: con due vittorie e un pareggio, la compagine rosarina si aggiudicò il titolo, il secondo nella sua storia dopo il Nacional 1971. Il tecnico venne pertanto confermato, e proseguì nell'incarico per altre due stagioni, ottenendo due secondi posti nel 1974; dopo le prime 26 giornate del Metropolitano 1975 fu sostituito da Francisco Erauzquín. Così, Griguol decise di lasciare l'Argentina per il Messico, firmando per il Tecos UAG di Guadalajara: rimase in carica sulla panchina dei bianco-rossi sino al 1977. Per il Metropolitano 1977 tornò al Rosario Central, rimpiazzando Alfio Basile. Il club giallo-blu chiuse la stagione al sesto posto nel Metropolitano, mentre non riuscì a qualificarsi per il turno successivo del Nacional. Seguirono poi un nono posto nel 1978, e dopo il Nacional di quell'anno Griguol fu nuovamente messo da parte, rimpiazzato da Zof. Nel 1979 giunse dunque al Ferro Carril Oeste dopo una breve esperienza al Kimberley. Al Ferro fu portato dal presidente Santiago Leyden: in linea con il comportamento del dirigente, anche Griguol fece scarso ricorso ad acquisti onerosi, preferendo puntare sui prodotti del settore giovanile. Nel 1981 il club raccolse due secondi posti, dietro, rispettivamente, a Boca Juniors e River Plate. Nel 1982 la formazione dalla maglia verde s'impose quale vincitrice del torneo Nacional, classificandosi al primo posto nel gruppo B e superando Independiente Rivadavia ai quarti, Talleres in semifinale e Quilmes in finale. Il gioco mostrato dalla compagine di Griguol fu apprezzato per l'organizzazione, i movimenti senza palla e per l'affiatamento dei giocatori. Al termine del torneo Miguel Ángel Juárez si laureò campocannoniere. Griguol proseguì il suo lavoro ottenendo un secondo trofeo, il Nacional 1984, raggiunto superando in finale il River Plate. Nel 1987 il tecnico lasciò il Ferro proprio per il River, a cui arrivò in sostituzione di Héctor Veira. Sotto la sua guida, il club dalla banda rossa ottenne la vittoria in Coppa Interamericana, giunta con il successo sui costaricani dell'Alajuelense. Dopo aver concluso l'annata al River, Griguol non rinnovò il contratto, preferendo far ritorno al Ferro Carril Oeste, con cui rimase sino al 1993. Dal 1994 al 1999 diresse il Gimnasia La Plata, mentre nel 1999 sedette per 22 gare sulla panchina del Betis di Siviglia. Nel 2000 fece ritorno al Gimnasia, nel 2002 fu il tecnico dell'Unión di Santa Fe e nel 2003-2004 ebbe la sua ultima esperienza da allenatore, nuovamente al Gimnasia. In seguito è divenuto responsabile del settore giovanile del Ferro Carril Oeste.

### Morte
Griguol è morto il 6 maggio 2021 all'età di 86 anni per complicanze da COVID-19, malattia da lui contratta il mese prima.

## Palmarès

### Giocatore

#### Club
- Copa Suecia: 1

Atlanta: 1958

#### Nazionale
- Campeonato Sudamericano de Football: 1

Argentina 1959

### Allenatore

#### Competizioni nazionali
- Campionato argentino: 3

Rosario Central: Nacional 1973
Ferro Carril Oeste: Nacional 1982, Nacional 1984

#### Competizioni internazionali
- Coppa Interamericana: 1

River Plate: 1986